# Campionato groenlandese di pallavolo femminile
Il campionato groenlandese di pallavolo femminile è un torneo per club della Groenlandia ed è posto sotto l'egida della Federazione pallavolistica della Groenlandia.
La massima serie del campionato è denominata S-GM e la prima edizione è stata giocata nell'annata 1983-84. Tra i club più rappresentativi il Grønlands Seminarius Sportklub e l'AVI Maniitsoq.

## Albo d'oro della S-GM
| Anno             | Podio                | Podio                  | Podio               |
| Campione         | Seconda              | Terza                  |                     |
| ---------------- | -------------------- | ---------------------- | ------------------- |
| 1983-84 Dettagli | AVI Maniitsoq        | Grønlands Seminarius   | -                   |
| 1984-85 Dettagli | Grønlands Seminarius | Grønlands Seminarius 2 | -                   |
| 1985-86 Dettagli | Grønlands Seminarius | AVI Maniitsoq          | Christianshåb IF 70 |
| 1986-87 Dettagli | AVI Maniitsoq        | Grønlands Seminarius   | Christianshåb IF 70 |
| 1987-88 Dettagli | Grønlands Seminarius | AVI Maniitsoq          | Christianshåb IF 70 |
| 1988-89 Dettagli | Grønlands Seminarius | AVI Maniitsoq          | Christianshåb IF 70 |
| 1989-90 Dettagli | AVI Maniitsoq        | Grønlands Seminarius   | Christianshåb IF 70 |
| 1990-91 Dettagli | AVI Maniitsoq        | Grønlands Seminarius   | Christianshåb IF 70 |
| 1991-92 Dettagli | AVI Maniitsoq        | Grønlands Seminarius   | Christianshåb IF 70 |
| 1992-93 Dettagli | Grønlands Seminarius | Christianshåb IF 70    | AVI Maniitsoq       |
| 1993-94 Dettagli | AVI Maniitsoq        | Grønlands Seminarius   | Christianshåb IF 70 |
| 1994-95 Dettagli | AVI Maniitsoq        | Grønlands Seminarius   | Christianshåb IF 70 |
| 1995-96 Dettagli | Grønlands Seminarius | AVI Maniitsoq          | Qaqortoq VP         |
| 1996-97 Dettagli | Grønlands Seminarius | Christianshåb IF 70    | AVI Maniitsoq       |
| 1997-98 Dettagli | Grønlands Seminarius | AVI Maniitsoq          | IP-85               |
| 1998-99 Dettagli | AVI Maniitsoq        | Grønlands Seminarius   | Qaqortoq VP         |
| 1999-00 Dettagli | Grønlands Seminarius | AVI Maniitsoq          | IP-85               |
| 2000-01 Dettagli | AVI Maniitsoq        | Grønlands Seminarius   | IP-85               |
| 2001-02 Dettagli | AVI Maniitsoq        | Grønlands Seminarius   | IP-85               |
| 2002-03 Dettagli | Grønlands Seminarius | AVI Maniitsoq          | Ilulissat VK        |
| 2003-04 Dettagli | AVI Maniitsoq        | Grønlands Seminarius   | Ilulissat VK        |
| 2004-05 Dettagli | Grønlands Seminarius | AVI Maniitsoq          | Qaqortoq VP         |
| 2005-06 Dettagli | AVI Maniitsoq        | Grønlands Seminarius   | Ilulissat VK        |
| 2006-07 Dettagli | Grønlands Seminarius | Qaqortoq VP            | AVI Maniitsoq       |
| 2007-08 Dettagli | Grønlands Seminarius | AVI Maniitsoq          | Kangaamiut          |
| 2008-09 Dettagli | Grønlands Seminarius | -                      | -                   |
| 2009-10 Dettagli | Grønlands Seminarius | -                      | -                   |
| 2010-11 Dettagli | Grønlands Seminarius | -                      | -                   |
| 2011-12 Dettagli | AVI Maniitsoq        | -                      | -                   |